# La Proposition de Noël
Pour plus de détails, voir Fiche technique et Distribution.
La Proposition de Noël (The Christmas Contract) est un téléfilm de Noël américain réalisé par Monika Mitchell et diffusé le 22 novembre 2018 sur Lifetime.
Ce téléfilm réunit cinq acteurs de la série Les Frères Scott (One Tree Hill) diffusée entre 2003 et 2012 sur The CW. On y retrouve Hilarie Burton (Peyton), Robert Buckley (Clay), Danneel Ackles (Rachel Gatina), Antwon Tanner (Skills) et Tyler Hilton (Chris)

## Synopsis
Ne voulant pas croiser son ex-petit ami Foster avec sa nouvelle compagne, Jolie craint de retourner seule chez ses parents en Louisiane pour passer Noël. Sa meilleure amie Naomi demande alors à son frère Jack de jouer le rôle du conjoint de la jeune femme. D'abord réticents car ils s'entendent comme chien et chat, ils finissent par signer le contrat que Naomi, avocate, a rédigé à cette intention : Jack se comportera comme un petit ami en échange de quoi Jolie, Web designer, concevra et mettra en ligne un site web mettant en valeur l'activité d'écrivain de Jack.
Or, à son grand désespoir, celui-ci doit une fois de plus servir de prête-plume pour un piètre écrivain mais à grand succès. Il commence par refuser fermement, mais son agente lui promet de présenter son manuscrit à beaucoup d'éditeurs, s'il accepte cette tâche.
Il part donc en Louisiane avec une liste de situations à intégrer dans ce roman à l'eau de rose, liste qu'il compare à une liste de commissions mais le hasard veut qu'il vit ces situations avec Jolie, lui permettant ainsi d'écrire plus facilement.
Au delà de sa part de contrat, Jack se révèle être attentif et attentionné à l'égard de Jolie. Celle-ci est touchée et vacille quand elle se rend compte que son ex-petit ami avec qui elle a vécu, en connaît moins sur elle que Jack en quelques jours.

## Fiche technique
- Titre original : The Christmas Contract
- Réalisation : Monika Mitchell
- Scénario : Cassie Doyle
- Producteurs Kenneth M. Badish et Daniel Lewis
- Durée : 90 minutes
- Pays : États-Unis
- Date de diffusion :  France : 14 novembre 2019 sur TF1

## Distribution
- Hilarie Burton (VF : Laura Préjean) : Jolie Guidry
- Robert Buckley (VF : Axel Kiener) : Jack Friedman
- Danneel Ackles (VF : Delphine Moriau) : Naomi Friedman
- Antwon Tanner : Martin
- Hunter Burke (VF : Steve Driesen) : Foster Broussard
- Jordan Ladd : Breonna Guidry Doucette
- Tyler Hilton : Tyler Hilton
- Jason London : Luc Doucette
- Cheryl Ladd (VF : Céline Monsarrat) : Renee Guidry
- Bruce Boxleitner (VF : Bruno Georis) : Tim Guidry
- Teri Wyble : Amy
- Richie Montgomery : Rocky Broussard